# John Harsanyi
John Charles Harsanyi, în maghiară Harsányi János, (n. 29 mai 1920, Budapesta, Regatul Ungariei – d. 9 august 2000, Berkeley, California, SUA) a fost un economist american de origine maghiară, laureat al Premiului Nobel pentru economie (1994).